# Hans Drakenberg
Hans Drakenberg (ur. 4 lutego 1901 w Sztokholmie, zm. 1 listopada 1982 w Malmö) – szwedzki szpadzista, srebrny medalista olimpijski i wielokrotny medalista mistrzostw świata.
Na igrzyskach olimpijskich w Berlinie w 1936 roku Szwedzi w składzie: Hans Granfelt, Sven Thofelt, Gustav Almgren, Gustaf Dyrssen, Hans Drakenberg i Birger Cederin zdobyli srebrny medal w turnieju szpady drużynowej. W turnieju indywidualnym był czwarty, w rundzie finałowej wygrywając cztery z dziewięciu pojedynków. Były to jego jedyne starty olimpijskie.
Podczas mistrzostw świata w Budapeszcie w 1933 roku (oficjalnie imprezy tego cyklu rozgrywane są pod tą nazwą od 1937) Raul Årmann, Curt Dahlgren, Hans Drakenberg, Gustaf Dyrssen, Bo Lindman i Sven Thofelt zdobyli brązowy medal w turnieju drużynowym. W tej samej konkurencji zdobył następnie srebrne medale na mistrzostwach świata w Lozannie (1935), mistrzostwach świata w Pieszczanach (1938) i mistrzostwach świata w Kairze (1949) oraz brązowe na mistrzostwach świata w Warszawie (1934) i mistrzostwach świata w Paryżu (1937). Ponadto zdobył dwa medale w zawodach indywidualnych: złoty na MŚ 1935 oraz brązowy na MŚ 1934 (plasując się za Węgrem Pálem Dunayem i Gustafem Dyrssenem).
W 1935 roku otrzymał nagrodę Svenska Dagbladets guldmedalj.